# Traditio Legis

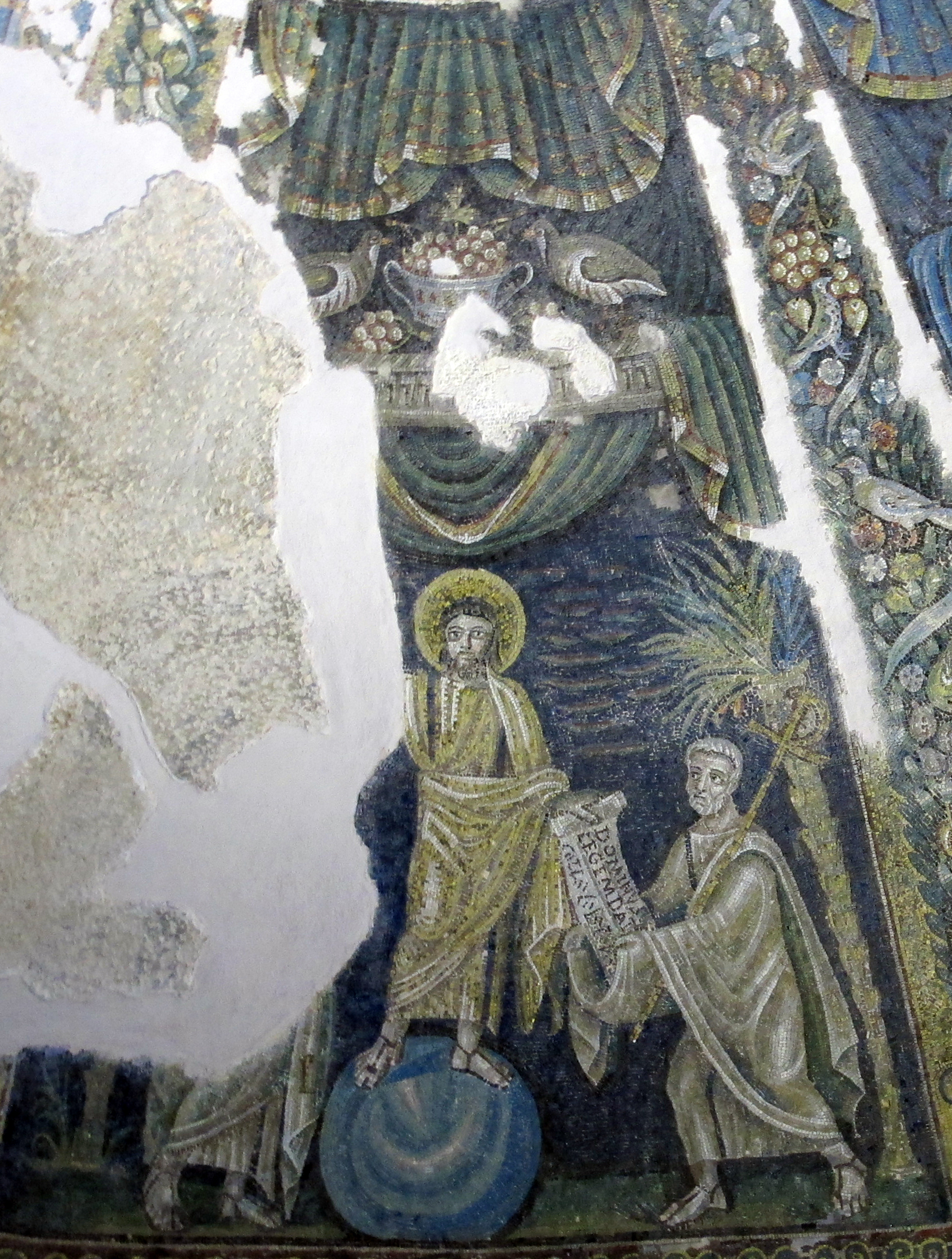
Mosaïque du baptistère San Giovanni in Fonte, basilique Santa Restituta, Naples, v. 390. Le rouleau donné à Pierre porte l'inscription DOMINUS LEGEM DAT (« Le Seigneur donne la Loi »).

La Traditio Legis (« remise de la Loi » en latin) est un thème iconographique de l'art paléochrétien. Le plus souvent, il s'agit d'une représentation de Jésus de Nazareth entouré par Paul et Pierre, à qui il remet un rouleau. La scène inclut parfois la présence d'autres apôtres. 
Ce sujet, fréquent dans les mosaïques, les fresques et la statuaire d'influence romaine et byzantine, est une métaphore de la transmission du message évangélique aux disciples de Jésus puis aux premiers chrétiens. Les artistes ont perpétué cette tradition picturale jusqu'au Moyen Âge. Son interprétation fait aujourd'hui l'objet de discussions parmi les historiens de l'art.
D'autres versions de la « remise de la Loi » apparaissent dans le répertoire iconographique paléochrétien, quelquefois dans une même œuvre, comme dans le Sarcophage de la Traditio Legis, où, aux côtés du Christ donnant la Loi à Pierre, figurent Dieu remettant les Tables de la Loi à Moïse et le prophète Élie confiant son manteau symbolique à son successeur Élisée au moment de son ascension vers les cieux.

## Histoire

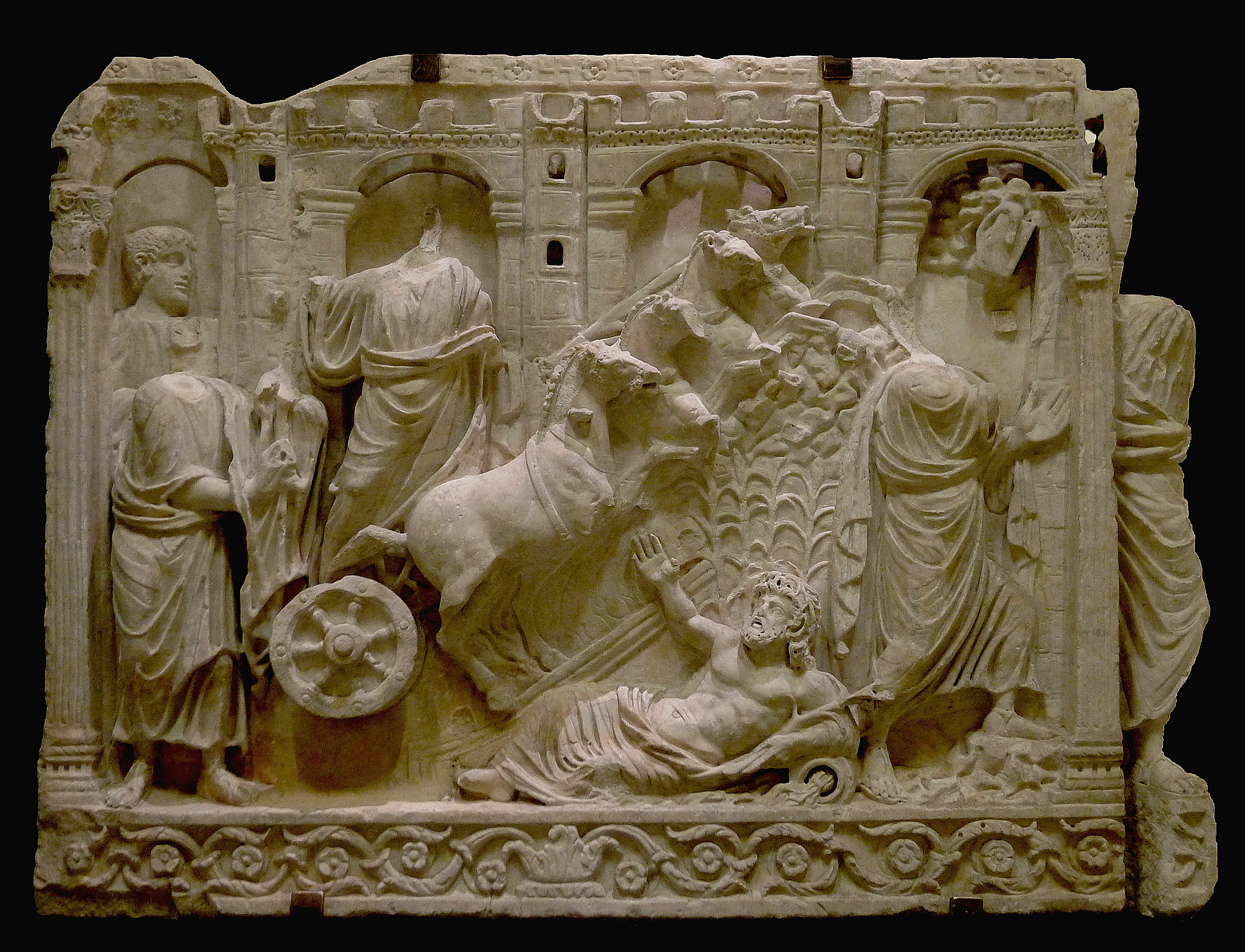
Ascension du prophète Élie remettant son manteau à son disciple Élisée (Sarcophage de la Traditio Legis, musée du Louvre).

La Traditio Legis, thème récurrent de l'art paléochrétien, porte parfois sur un passage du Premier Testament évoquant une préfiguration de la transmission du message du Christ à ses apôtres, par exemple le prophète Élie donnant son manteau (symbole de la Loi) à son successeur Élisée.
Le plus souvent, cependant, l'iconographie chrétienne représente Jésus-Christ debout ou assis sur un trône et remettant la Nouvelle Loi aux apôtres Pierre et Paul sous la forme d'un rouleau ou, plus rarement, d'un codicille. Cette image est initialement connue sous le nom de Dominus Legem dat (« Le Seigneur donne la Loi »). C'est de cette inscription, qui figure dans la mosaïque du baptistère San Giovanni in Fonte de la basilique Santa Restituta (Naples), que vient l'appellation générique de Traditio Legis,.
Ces compositions sont propres à l'art paléochrétien, en particulier dans les sarcophages du dernier tiers du IVe siècle. La version la plus ancienne, sculptée sur les sarcophages dits « de la Passion », montre Jésus au sommet d'une montagne symbolisant le paradis et tenant un rouleau ouvert. Après les années 400, comme la pratique des inhumations dans ce type de sarcophage tend à se raréfier, l'image sculptée de la Traditio Legis tombe peu à peu en désuétude, même si elle réapparaît sur des coffrets-reliquaires, tels ceux de Pola à Venise ou de Nea Heracléa à Salonique, et subsiste jusqu'au XIIIe siècle dans les arts carolingien, ottonien et roman.

## Description

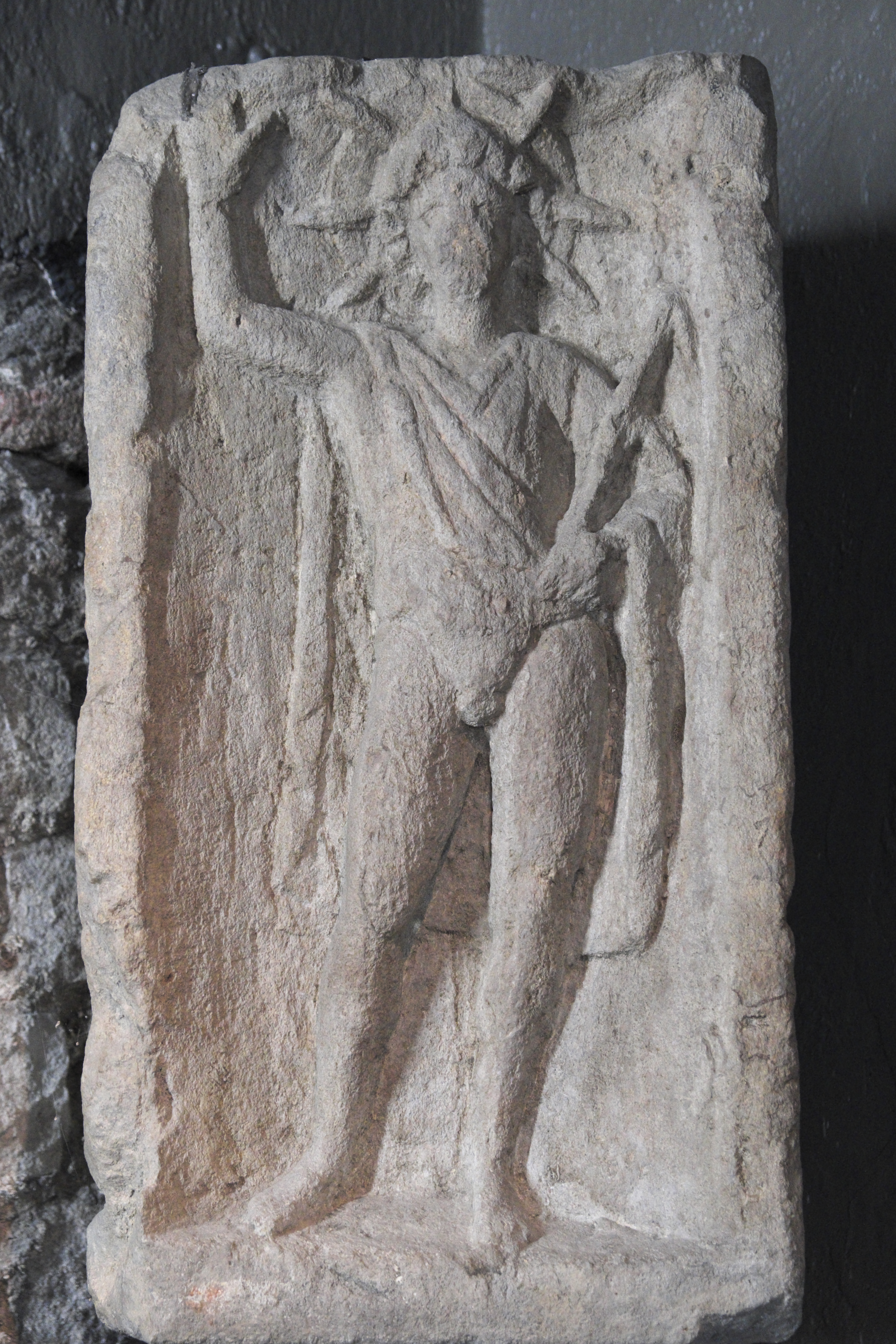
Sol Invictus, bas-relief romain, musée de la Cour d'Or, Metz.

Qu'elles soient sculptées dans le marbre ou l'ivoire, ou qu'elles soient dues aux techniques de la verrerie, de la mosaïque et de la peinture à fresque, ces œuvres sont majoritairement d'influence romaine.
Pierre se trouve généralement à droite de l'image, donc à la gauche du Christ, et porte une croix à hampe longue. Le Christ se tient au centre, en hauteur. Il lève la main droite, paume ouverte, en un geste caractéristique de l'iconographie de Sol Invictus et des empereurs romains qui en ont revendiqué la filiation, à commencer par Constantin Ier. 
La main gauche du Christ tend un rouleau à Pierre, qui le place dans un pli de son pallium. Paul est à la droite du Christ, donc à gauche de l'image, avec un geste d’acclamation. Parfois, le Christ surplombe un monticule rocheux où se trouve un agneau et d'où s'écoulent un ou quatre fleuves (les quatre fleuves du paradis), et l'ensemble peut être encadré par deux palmiers dont l'un abrite un phénix, symbole de la Résurrection. Il arrive souvent qu'une double rangée de brebis se dirige vers l'agneau à partir de deux villes : Bethléem et Jérusalem.
Au Moyen Âge, il n'est pas rare que divers personnages se tiennent aux côtés du Christ, de Paul et de Pierre : d'autres apôtres, des évêques, des donateurs... Une plaque de reliure en ivoire datant du XIe siècle et conservée au musée du Louvre montre une Traditio Legis entourée par le Tétramorphe.

## Débat historiographique
De rares vestiges archéologiques laissent apercevoir une courte phrase sur le rouleau que tient le Christ : DOMINUS LEGEM DAT, phrase sur laquelle se fonde la tradition catholique pour intituler cette scène Traditio Legis, c'est-à-dire « transmission de la [Nouvelle] Loi [à Pierre] », ce dernier étant alors assimilé à Moïse transmettant l'Ancienne Loi au peuple d'Israël. Or, jusqu'au XIXe siècle, ce type d'imagerie n'avait pas reçu d'appellation spécifique parmi les historiens : c'est le chanoine Louis Duchesne (1843-1922) qui lui a donné son nom de Traditio Legis. Cette dénomination s'accorde avec le fait incontesté que la figure du DOMINUS LEGEM DAT apparaît dans l'iconographie chrétienne quelques années après la promulgation de l'édit de Milan par Constantin Ier en 313 : l'hypothèse est que les codes de ce stéréotype sont conformes à la coutume romaine de représenter les empereurs, Constantin ou ses successeurs, remettant un document à un subordonné.

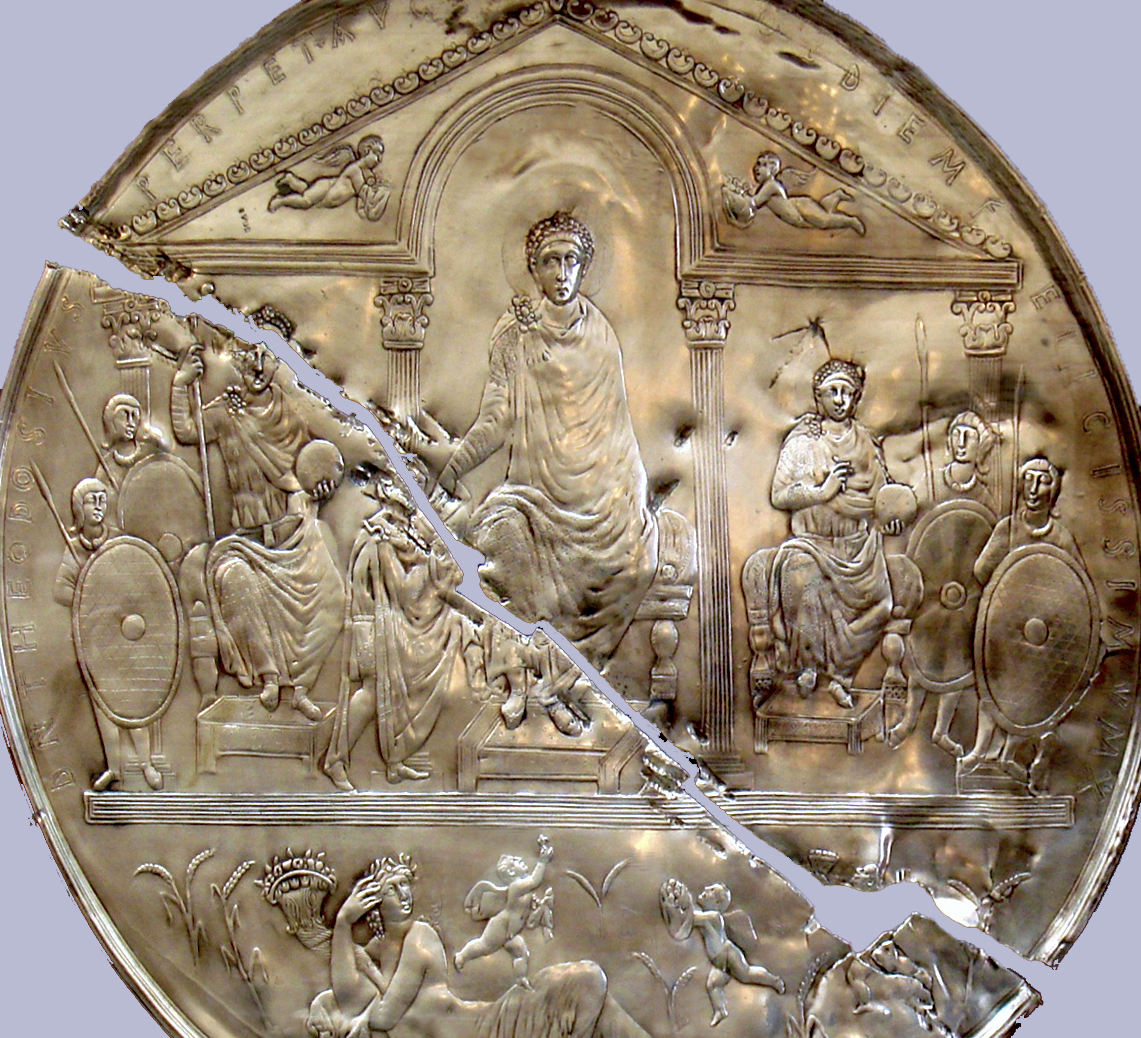
Missorium de Théodose (copie).

Toutefois, depuis la seconde moitié du XXe siècle, cette interprétation se voit contestée à partir des travaux de Walter Nikolaus Schumacher (de),. Cet archéologue fait remarquer que le document en question apparaît déroulé et ne saurait donc être assimilé à un mandat impérial : en effet, dans ce cas, l'usage classique représente l'empereur donnant de la main droite (et non pas gauche) un document fermé (et non pas ouvert). En témoignent le Missorium de Théodose mais aussi plusieurs sarcophages paléochrétiens de Ravenne où ce schéma est adapté à des portraits de Paul. Pour Schumacher, la scène signifie donc, non pas que le Christ confie un mandat à Pierre, mais qu'il ressuscite sous les traits de Sol Invictus et proclame la Nouvelle Loi devant Pierre et Paul.
Cette interprétation s'oppose à la lecture traditionnelle du catholicisme, qui voit le symbole de la primauté pétrinienne dans cette image et l'assimile à des thèmes picturaux a priori assez proches, tel celui de la Traditio clavium (« Remise des clés »). Ce type d'imagerie, également nommée Traditio clavis (« Remise de la clé »), se fonde sur un passage de l'Évangile selon Matthieu (Mt 16:19) pour représenter Jésus remettant à Pierre les clés du Royaume des cieux,,.

## Galerie

Iconographie
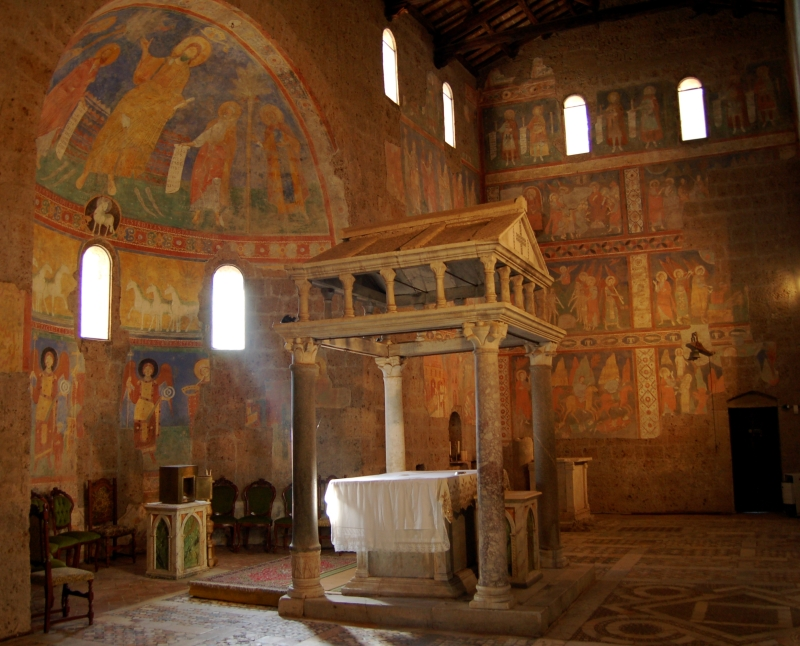
Fresque de l'abside, église de Castel Sant'Elia, province de Viterbe.
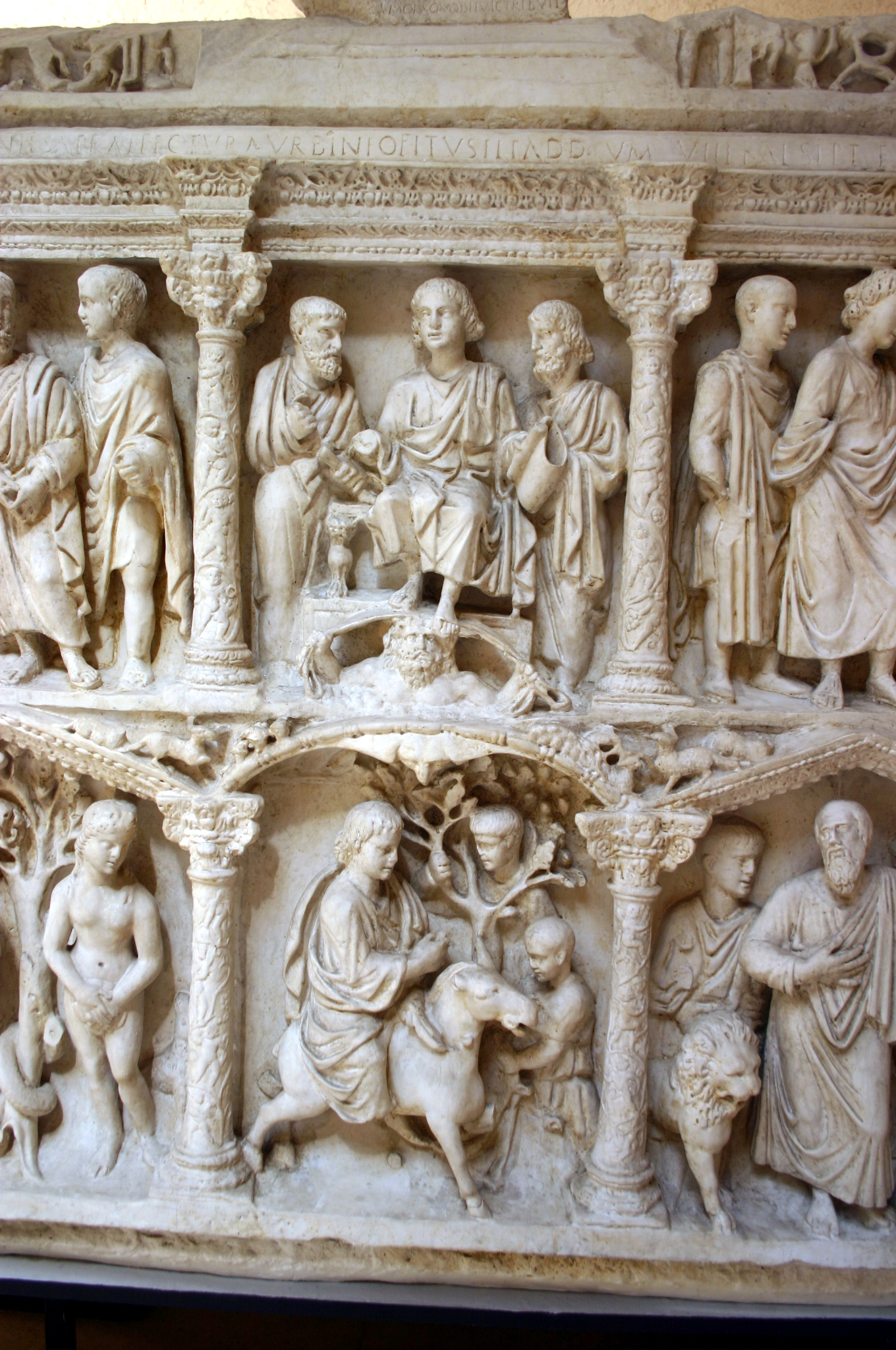
Sarcophage de Junius Bassus, musées du Vatican, v. 360.
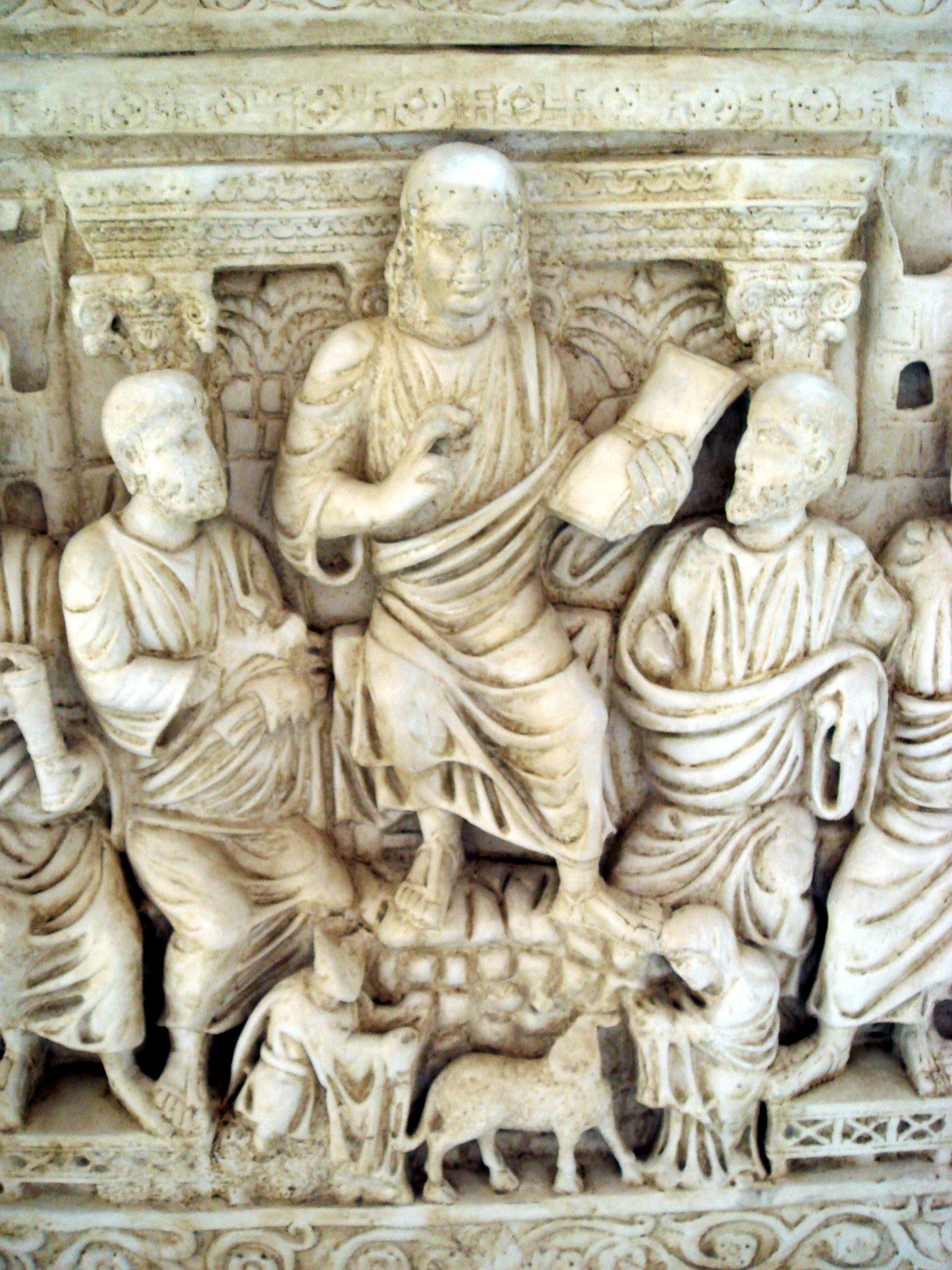
Sarcophage de Stilicon (réplique), musée de la Civilisation romaine, Rome.
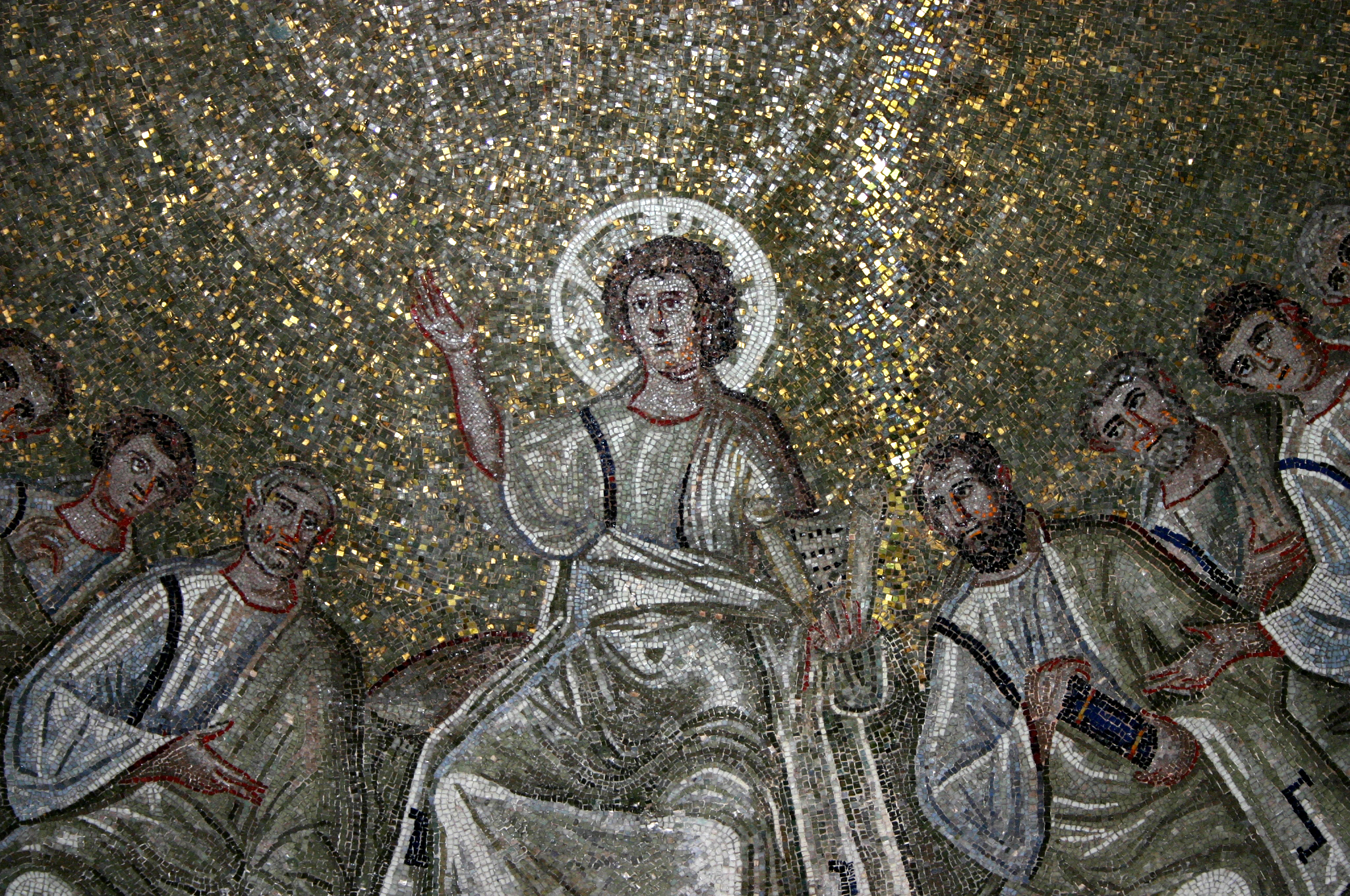
Détail d'une mosaïque du IVe siècle, basilique Saint-Laurent de Milan, photographie de Giovanni Dall'Orto.
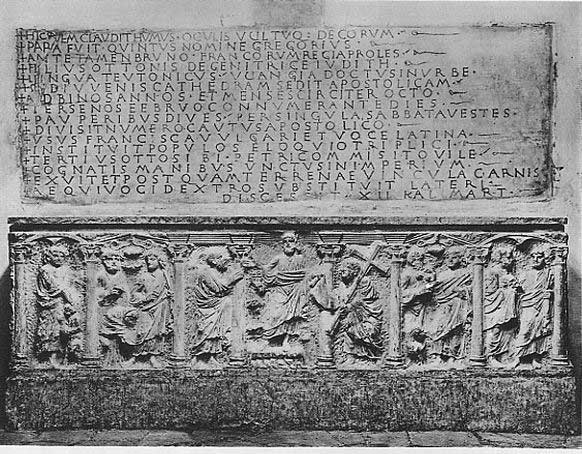
Tombeau de Grégoire V, IVe siècle ou début du Ve siècle, nécropole papale de la basilique Saint-Pierre, Vatican[13].
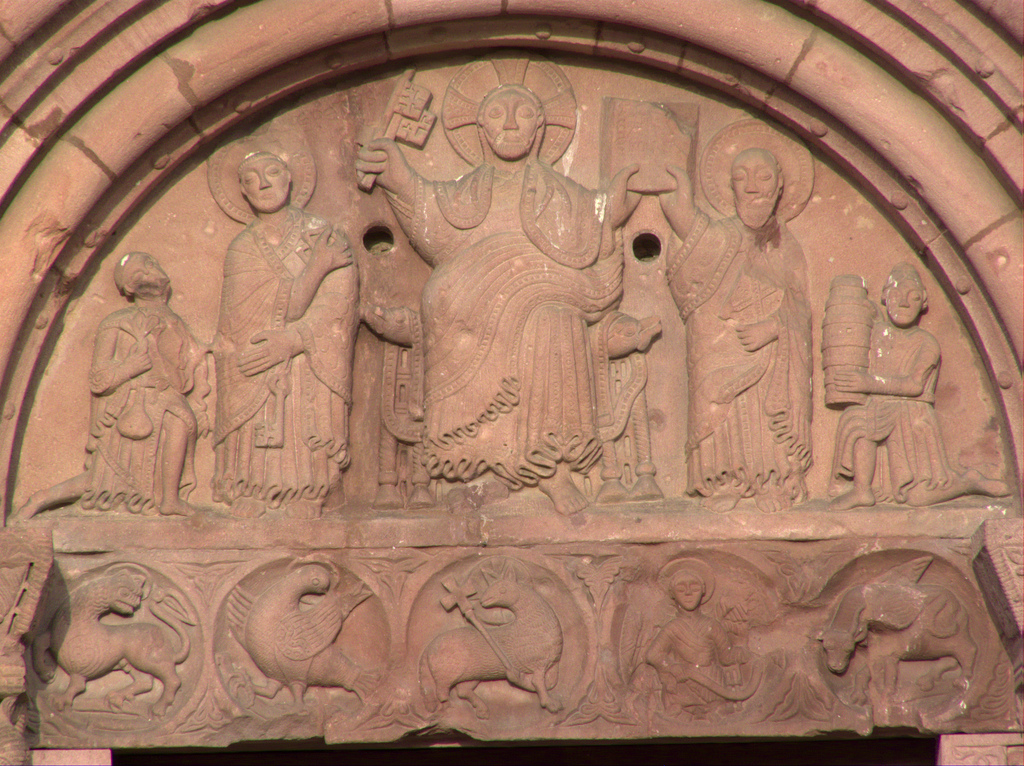
Tympan roman (XIIe siècle) de l'église Saint-Pierre-et-Saint-Paul de Sigolsheim, Alsace.
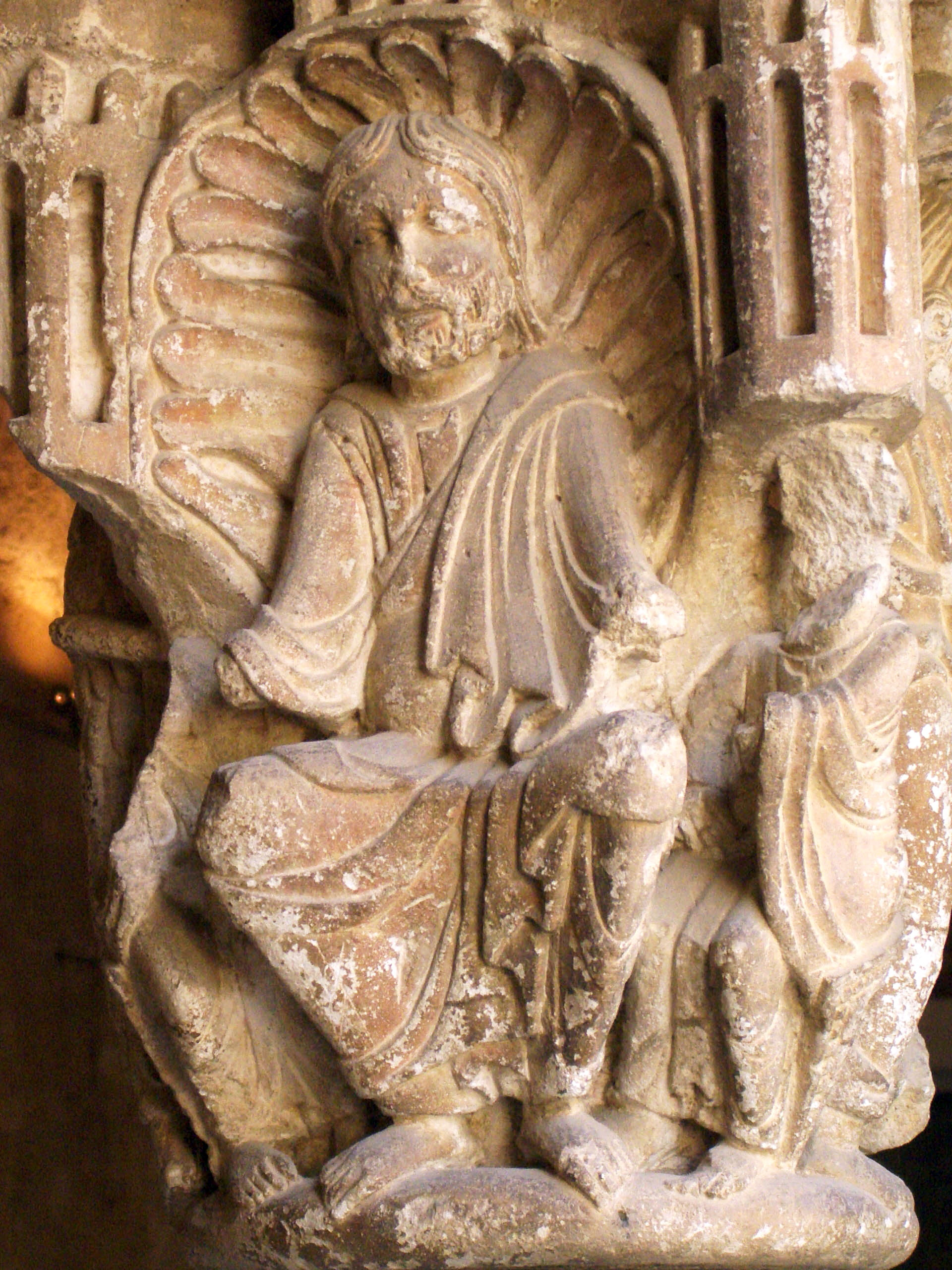
Chapiteau du monastère Saint-Cucufa, province de Barcelone, fin du XIIe siècle.
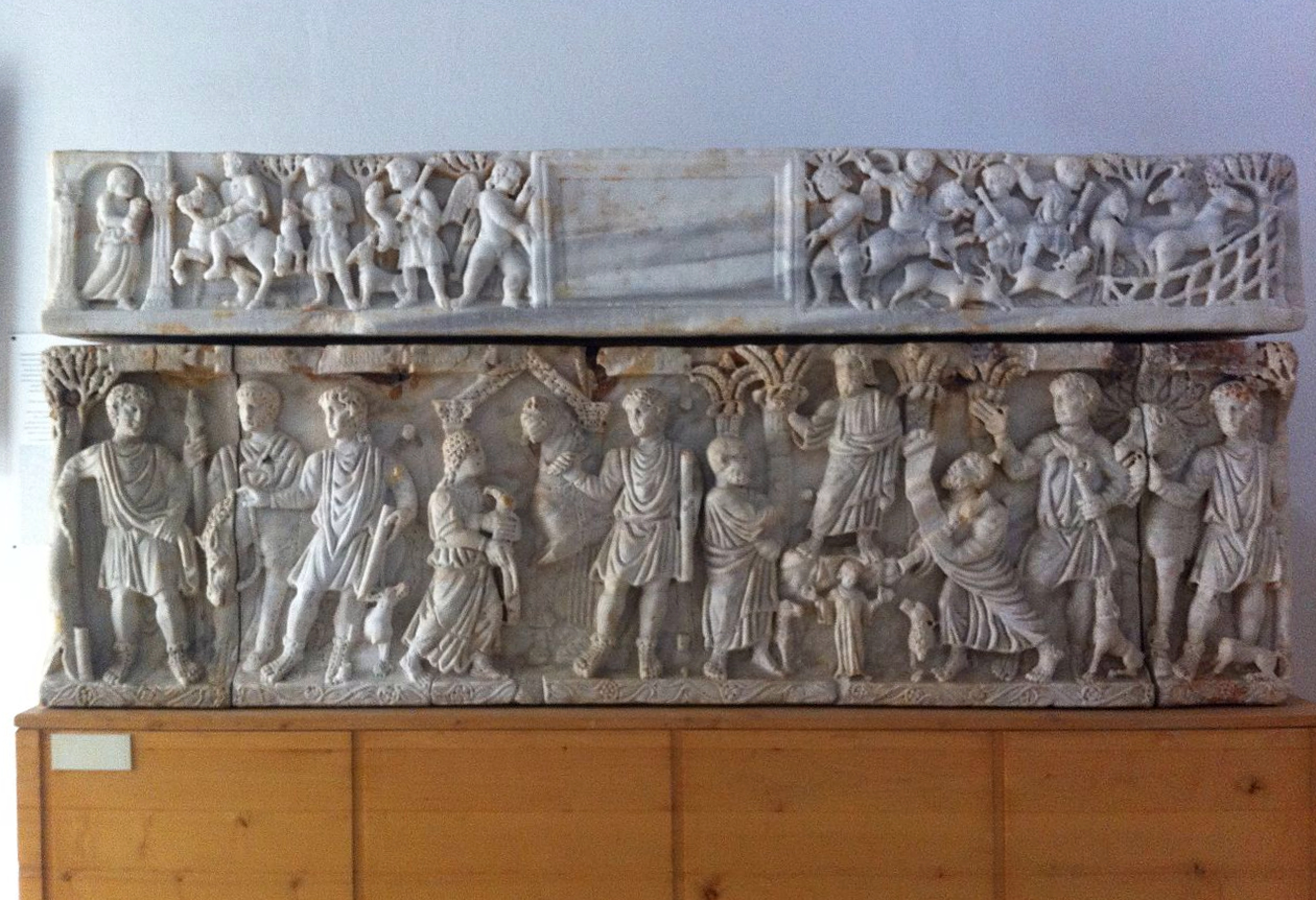
Musée archéologique de Lamta (l'antique Leptis minus), Tunisie. Devant le monticule où se tient le Christ, un petit personnage aux paumes ouvertes en prière porte l'habit féminin nord-africain : une orante représentant l'âme du défunt ou les prières de la communauté[14].
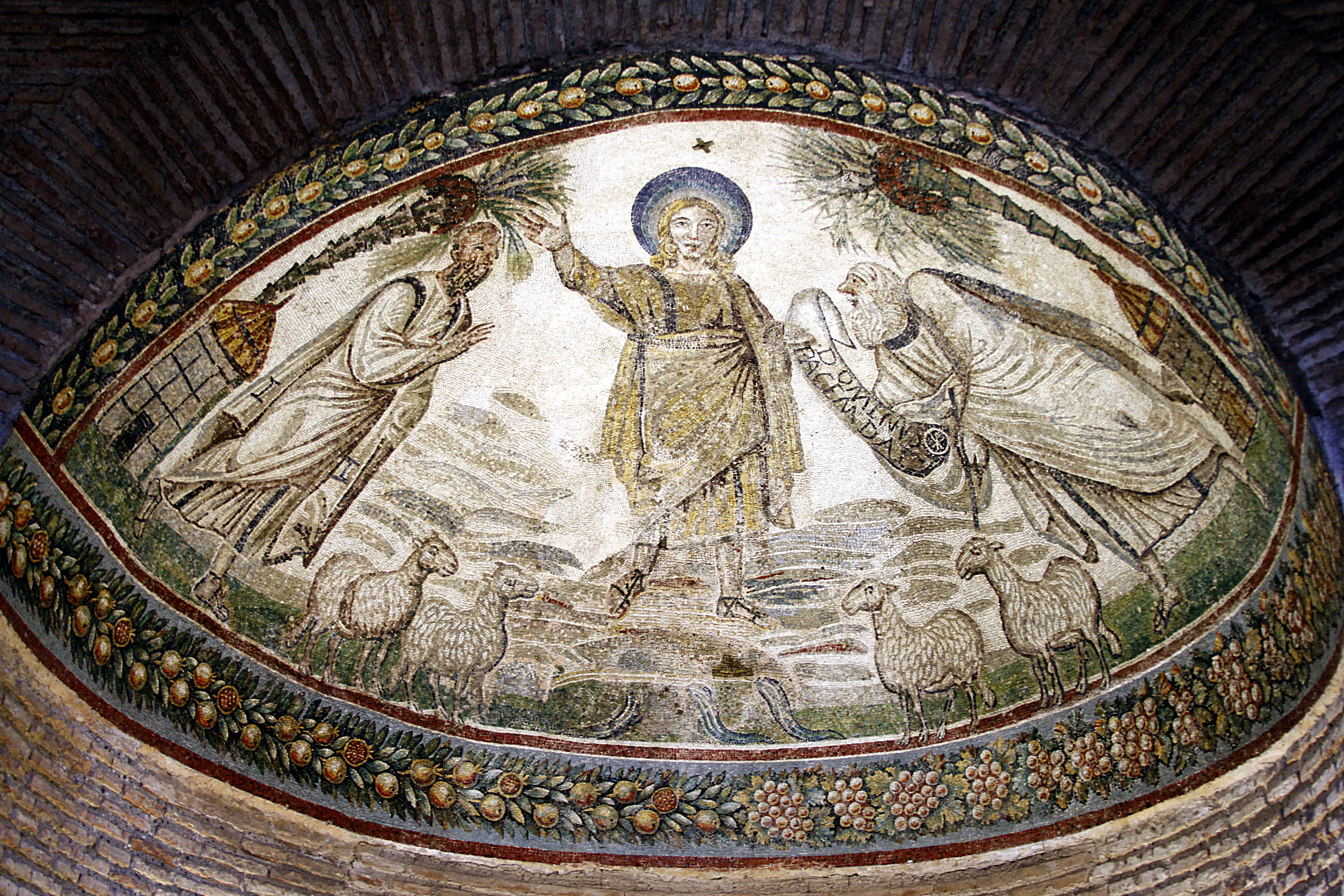
Mosaïque d'une absidiole de l'église Santa Costanza, Rome. Le rouleau remis à Pierre porte l'inscription DOMINUS PACEM DAT (« Le Seigneur donne la paix »). Le terme usuel est LEGEM (« Loi »), et non PACEM (« paix ») : l'hypothèse d'une erreur de restauration a été proposée[15].